# Урожайное (Донецкая область)
Урожа́йное (укр. Урожайне) — посёлок в Великоновосёлковской поселковой общине Волновахского района Донецкой области Украины.

## Демография
Население по всеукраинской переписи 2001 года составляло 1000 человек. Из них 57,4% отметили родным языком украинский, 42,1% русский, 0,2% армянский и 0,1% греческий, болгарский и белорусский.

## История
17 июля 2020 года, в результате административно-территориальной реформы, посёлок вошёл в состав Великоновосёлковской поселковой общины.
7 марта 2022 года, в ходе российского вторжения на Украину, посёлок был оккупирован ВС РФ. 16 августа 2023 года ВСУ в ходе контрнаступления вернули контроль над посёлком. 
2 мая 2024 года снова начались бои за населённый пункт. В июле 2024 года посёлок был снова оккупирован российскими войсками.